# Jaume Bofill i Ferro
Jaume Bofill i Ferro (Barcelona, 28 de febrer de 1893 - Barcelona, 12 de juliol de 1968) fou un poeta i crític literari català.
Fill d'una nissaga de farmacèutics (el seu rebesavi havia estat apotecari de cambra de Carles III) feu la carrera de farmàcia i arribà a tenir una farmàcia a Barcelona. Com que no era aquesta la seva vocació, estudià posteriorment la carrera de lletres, i va seguir els cursos de grec de Carles Riba a la Fundació Bernat Metge.
Va formar part del grup Caligenea de Josep Carner, a qui va conèixer pel seu cosí segon Jaume Bofill i Mates (Guerau de Liost). Dins el marc cultural del segon noucentisme, participà en iniciatives editorials i periodístiques fins a la guerra civil. Va publicar articles a La Publicitat, Revista de Catalunya, Revista de Poesia, La Nova Revista i Ariel.
A La Nova Revista Bofill i Ferro va escriure el primer article important sobre Marcel Proust en català («Marcel Proust», febrer del 1928), seguit d'un altre a la Revista de Catalunya («Proust i els medis socials», 1934). Entremig (1932) va publicar la traducció al català de la segona part del primer volum d'A la recerca del temps perdut (Un amor de Swann), la primera traducció al català (tot i que parcial) de l'obra de Proust.

## Obra
- Traducció al català d'Un amor de Swann, de Marcel Proust (Ed. Proa, 1932).[5]
- Vint-i-cinc anys de crítica (1959) (Premi Josep Yxart 1958) Recull dels seus articles publicats a les revistes La Publicitat, Revista de Catalunya i La nova Revista, entre d'altres.[1]

- Cent anys de poesia catalana (completada i publicada per Antoni Comas) (1968).[1]
- Poetes catalans moderns (pròleg d'Albert Manent i nota editorial d'Àlex Susanna). escrita entre 1953 i 1955 per encàrrec de la Fundació Minerva de Fèlix Millet, i publicada el 1986. Guardonada amb el Premi d'assaig de la Generalitat de Catalunya.[1]

- Traducció al català de Converses amb Goethe, de Johann Peter Eckermann. Traducció dels anys 40 del segle xx, publicada el 1995.[1]